# Józef Kapłan
Józef Kapłan (ur. 1913 w Kaliszu, zm. 11 września 1942 w Warszawie) – polski Żyd, działacz ruchu oporu podczas II wojny światowej.

## Życiorys
Wraz z Cwi Brandesem założył w Żarkach organizacyjną fermę rolniczą Ha-Szomer Ha-Cair. Jako nastolatek został mianowany instruktorem i brał udział w kierownictwie okręgowym Ha-Szomer Ha-Cair. 
Po wybuchu II wojny światowej, we wrześniu 1939 roku, działał w akcji przerzucania członków Ha-Szomer Ha-Cair do Wilna. Na rozkaz kierownictwa organizacji wrócił z Wilna do Warszawy i wszedł w skład kierownictwa tej organizacji. Był także członkiem Żydowskiej Organizacji Bojowej w getcie warszawskim. 
3 września 1942 roku został aresztowany przez Gestapo i skazany na śmierć. Wyrok wykonano 11 września. 
19 kwietnia 1945 roku został pośmiertnie odznaczony Orderem Krzyża Grunwaldu III klasy.